# Arnulf van Reims

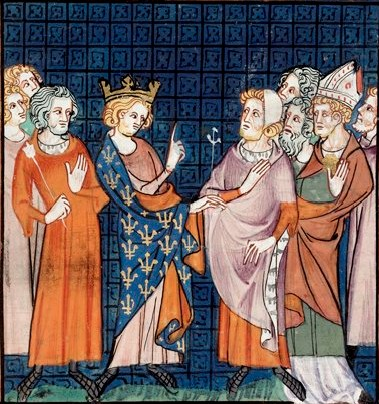
Arnulf (rechts van het midden) tijdens het Concilie van Reims, afbeelding uit de Chroniques de France.

Arnulf (ook gespeld als Arnulph en Arnoul, gestorven: 1021) was een buitenechtelijke zoon van Lotharius van Frankrijk en was aartsbisschop van Reims.

## Biografie
Adalbero van Reims wilde aanvankelijk dat Gerbert van Aurillac hem opvolgde als bisschop, maar koning Hugo Capet kwam tussenbeide en benoemde Arnulf tot de nieuwe bisschop van Reims na de dood van Adalbero. In september 989 steunde hij zijn oom Karel van Neder-Lotharingen in diens poging om de kroon te claimen. Het jaar daarop weigerde Arnulf aanwezig te zijn op een synode in Senlis. Daarop werden Arnulf en Karel opgepakt.
In juni 991 werd Arnulf wegens hoogverraad veroordeeld op het Concilie van Reims. Hij moest afstand doen van zijn bisschopszetel, die nu in het bezit kwam van Gerbert van Aurillac. Deze procedure werd echter niet erkend door paus Johannes XV, die een legaat naar Frankrijk stuurde om de zaak te regelen.
Pas in 995 werd Gerbert van Aurillac ontheven uit zijn functie, waarop Arnulf weer werd geïnstalleerd als aartsbisschop van Reims. In zijn tweede periode als aartsbisschop kroonde hij in 1017 Robert II van Frankrijk tot medekoning. Arnulf overleed in 1021 als een van de laatste (mannelijke) Karolingers.
- Gemeinsame Normdatei: 100936938
- Virtual International Authority File: 24956635
- WorldCat: E39PBJyrVm8pRm6qkDy63qt9Xd